# Horní Podluží
Horní Podluží (en allemand : Obergrund) est une commune du district de Děčín, dans la région d'Ústí nad Labem, en Tchéquie. Sa population s'élevait à 807 habitants en 2021.

## Géographie
Horní Podluží se trouve à 5 km au sud-est de Krásná Lípa, à 27 km au nord-est de Děčín, à 43 km au nord-est d'Ústí nad Labem et à 91 km au nord de Prague.
La commune est limitée par Varnsdorf au nord, par Dolní Podluží à l'est, par Jiřetín pod Jedlovou au sud et par Rybniště à l'ouest.

## Histoire
La première mention écrite du village date de 1411.

## Transports
Par la route, Horní Podluží se trouve à 29 km de Varnsdorf, à 35 km de Děčín, à 58 km d'Ústí nad Labem et à 120 km de Prague.

## Personnalités liées
- Josef Vietze (1902-1988), peintre allemand y est né.